# Ierapetra
Ierapetra (græsk: Ιεράπετρα; gammelt navn: Ἱεράπυτνα Hierápytna) er en græsk by og kommune beliggende på Kretas sydøstlige kyst.

## Historie
Byen Ierapetra (på den lokale dialekt: Γεράπετρο Gerapetro) ligger på Kretas sydøstlige kyst, beliggende på stranden ved Ierapetra-bugten. Byen ligger syd for Agios Nikolaos og sydvest for Sitia og er et vigtigt regionalt centrum. Med 16.139 indbyggere (i 2011) er Ierapetra den mest folkerige by i den regionale enhed Lasithi og den fjerde mest folkerige by på Kreta. Ierapetra har tilnavnet "bruden i det libyske hav" på grund af sin position som den eneste by på Kretas sydlige kyst.

### Antikken
Ierapetra har en fremtrædende plads i Kretas historie siden den minoiske periode. Den græske og senere romerske by Hierapytna lå på samme sted som nutidens Ierapetra.
I den antikken blev Hierapytna den mest betydningsfulde doriske by på det østlige Kreta og var i en løbende rivalisering med Praesus, den sidste minoiske by på øen.
I det 3. århundrede f.Kr. var Hierapytna berygtet for sørøveri og deltog i den kretensiske krig med andre kretensiske byer ved siden af Philip V fra Makedonien, mod Knossos og Rhodos .
Byen Gortyn overgik Hierapytnas betydning som en selvstændig stat, da Hierapytna blev erobret af romerne i 67 f.Kr. (den sidste frie by på Kreta). Den romerske erobring af Hierapytna faldt sammen med Knossos, Kydonia og Lato. I dag kan resterne af den romerske havn stadig ses i den lavvandede bugt.

### Middelalder
I 824 e.Kr. ødelagde arabiske angribere byen og genopbyggede den som en base for pirater.
Fra det 13. til det 17. århundrede blev Ierapetra, nu kendt under sit nuværende navn, velstående under indflydelse fra Venedig. Kales-fæstningen, der blev bygget i de første år under venetiansk styre og styrket af Francesco Morosini i 1626 for at beskytte havnen, er en rest af denne periode. Lokale myter siger imidlertid, at den genuesiske pirat Pescatore byggede fæstningen i 1212. I juli 1798 tog Ierapetra et lille skridt ind i verdenshistorien; Napoleon boede hos en lokal familie  efter slaget ved pyramiderne i Egypten. Det hus, han besatte, eksisterer stadig.

### Moderne æra
I den osmanniske periode blev der bygget en moské i Ierapetra.
Fund fra Ierapetras fortid kan findes i det lokale antikmuseum, tidligere en skole for muslimske børn. Udstillingens midtpunkt er en velbevaret statue af Persephone .
Nutidens Ierapetra består af to forskellige områder, Kato Mera og Pano Mera . Kato Mera er den gamle bydel, der ligger på den sydvestlige odde. Det er kendetegnet ved et middelalderligt gadelayout med smalle gyder, blindgade og små huse, som skaber en landsbylignende atmosfære. Den tidligere moske og "Napoleons hus" findes i dette kvarter samt storbykirken Aghios Georgios, bygget i byens centrum i 1856. Aghios Georgios betragtes som en af de mest innovative kirker på Kreta. Kirkens loft indeholder mange "blinde" kupler. Disse kupler og den centrale kuppel er hovedsageligt konstrueret af cedertræ . Pano Mera er en meget større ny bydel, der indeholder bredere gader og tre til fire-etagers huse. Pano Mera ekspanderer stadig mod vest, nord og øst.
Den lokale regering har planlagt udviklingen af en ny international havn. Denne plan møder modstand hos nogle borgere, der tror, at den vil ødelægge det lokale miljø og landskabet. De understøttes af den lokale miljøgruppe Ecocrete.gr.

## Geografi og administration
Ierapetra kommune blev dannet under kommunalreformen i 2011 ved fusionen af 2 tidligere kommuner Makry Gialos og Ierapetra, som blev til kommunale enheder. Den nye kommune Ierapetra har et areal på 554.003 km2.
Den kommunale enhed i Ierapetra har et areal på 394.774 km2.  Den kommunale enhed har en befolkning på 23.708 (2011) og består af byen Ierapetra (16.139 indbyggere i 2011), flere landsbyer og øen Chrissi. Disse bosættelser omfatter:
- Agia Fotia
- Agios Ioannis
- Anatoli
- Amoudares
- Ano Simi
- Christos
- Drakalevri
- Episkopi
- Ferma
- Gdochia
- Gra Lygia
- Kaimenos
- Kalamafka
- Kalogeri
- Kamara
- Kato Chorio
- Kavousi
- Kentri
- Koutsounari
- Males
- Mathokotsana
- Melises
- Meseleri
- Monastiraki
- Minos
- Mythi
- Mournies
- Myrtos
- Nea Anatoli
- Nea Myrtos
- Pachia Ammos
- Panagia
- Pano Chorio
- Psathi, Riza
- Selakano
- Stavros
- Stomio
- Sykia
- Thrypti
- Vainia
- Vasiliki
- Vatos
- Xerambela
- Xerokambos

### Kløfter
- Orinokløften
- Milonakløften
- Ha Kløften
- Sarakinakløften
- Mesonakløften
- Havgakløften

### Minoiske steder
- Gournia, minoisk by i Mirambelobugten
- Pyrgos, mellem Myrtos og Nea Myrtos
- Vasiliki, nær landsbyen med samme navn
- Makry Gialos, minoisk sted
- Episkopi
- Anatoli, minoisk sted

## Ierapetra i populærkulturen
- I filmen Zorba, grækeren fra 1964 blev den berømte scene, hvor Anthony Quinn danser Sirtaki på stranden, optaget på Ierapetra Beach.
- I filmen Legendernes tid fra 1994 giver Tristan Ludlow (Brad Pitt) efter at have vendt tilbage fra en lang rejse en ring fra Ierapetra til sin kommende kone, Isabelle II.
- R. Graves henviser til Ierapetra i to af sine bøger: "Kong Jesus" og "Hercules, min skibskammerat".
- Luis Sepúlveda nævner Ierapetra i indledningen af sin bog "Mundo del fin del mundo" (Verden ved verdens ende).

## Galleri
- Bronzestatue af en ung dreng fundet i Ierapetra (1. århundrede f.Kr.) i Heraklion Arkæologiske Museum
- Napoleons bopæl
- Promenaden
- Kirken Agia Fotini